# Lomatogonium carinthiacum
Lomatogonium carinthiacum är en gentianaväxtart som först beskrevs av Franz Xaver von Wulfen, och fick sitt nu gällande namn av Reichenb.. Lomatogonium carinthiacum ingår i släktet stjärngentianor, och familjen gentianaväxter. Inga underarter finns listade i Catalogue of Life.